# Ontherus incisus
Ontherus incisus là một loài bọ cánh cứng trong họ Bọ hung (Scarabaeidae).